# وليام تراجر

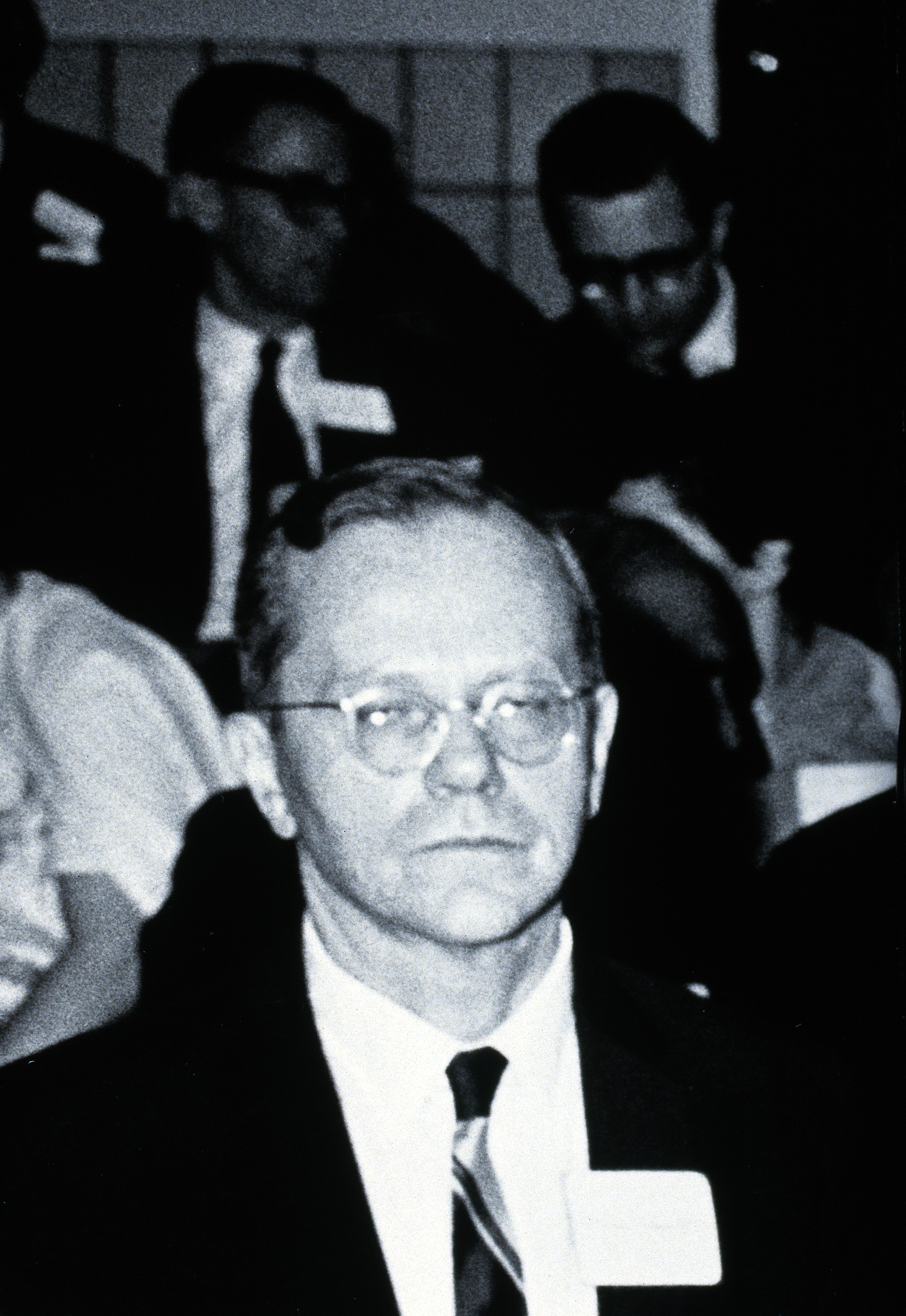

كان ويليام تراجر (20 مارس 1910 - 22 يناير 2005) عالم طفيليات أمريكي وأستاذ في جامعة روكفلر وعضو في الأكاديمية الوطنية للعلوم بالولايات المتحدة الأمريكية. ركّزت أبحاثه على تطوير أنظمة الثقافة الميكروبيولوجية لمجموعة متنوعة من مسببات الأمراض حقيقية النواة. وهو معروف بتطوير نظام لزراعة طفيلي الملاريا المتصورة المنجلية مع جيمس جينس في السبعينيات.

## النشأة والتعليم
ولد وليام تراجر في 20 مارس 1910 في نيويورك بولاية نيوجيرسي من ليون وآنا (إميلفورك) تراجر. حصل على درجة البكالوريوس في العلوم من جامعة روتجرز في عام 1930.
ثم انتقل إلى جامعة هارفارد حيث كان أول طالب دراسات عليا
في مختبر كليفلاند، أنشأ تراجر نظامًا استزراعًيا للمتعايشين السوطين من الصراصير وقياس مدى التكيف لديهم، التي تظهر قدرة الصراصير على هضم السليلوز وبرجوع إلى الواقع السليلوزات من السواتل التكافلية. شكّل هذا العمل أطروحة دكتوراه بعنوان «زراعة بعض السلالات المعوية من النمل الأبيض وطبيعة التكافل بين هذه الكائنات الأولية والحشرات المضيفة» التي حصل عليها عام 1933.

## مجرى الحياة العلمية
بعد حصوله على الدكتوراه، انضم تراجر إلى مختبر رودولف جلاسر في قسم علم الأمراض الحيوان والنبات في برينستون، في معهد روكلفر في قسم نيوجرسي للأبحاث الطبية كزميل بعد الدكتوراه.
في مختبر جلاسر، طور تراجر نظامًا استزراعيا لزراعة فيروس بارولين الذي يسبب مرض عشبي في دودة القز. أيضا أثناء وجوده مع جلاسر، طور تراجر نظامًا لزراعة يرقات البعوض الزاعجة المصرية في وسط مليئ بالغذاء، وتحديد العناصر الغذائية التي تتطلبها اليرقات للتطوير. في عام 1934، تم تعيين تراجر لعاملين معهد روكفلر.
خلال الحرب العالمية الثانية، عمل تراجر كقائد في الفريق الصحي للجيش الأمريكي يشرف على التجارب السريرية مع الأتابرين المضاد للملاريا. بعد الحرب، حول تراجر تركيز أبحاثه إلى الملاريا، بلغ اقصى الشروط اللازمة لنمو طفيليات البلازموديوم في الثقافة. بدأ بالعمل على طفيل الملاريا من طفيليات المتصورة المنجلية، حيث عمل على تمديد بقاء الطفيل في الثقافة، وتوصيف العناصر الغذائية التي جعلت الطيور عرضة للإصابة. في عام 1950، انتقل تراجر مع بقية قسم أمراض الحيوان والنبات إلى معهد روكفلر للأبحاث الطبية في مدينة نيويورك، حيث كان يعمل حتى تقاعده. بعد هذه الخطوة، واصل تراجر اهتمامه بكيفية بقاء المتصورة المنجلية داخل خلايا الدم الحمراء المضيفة من خلال إجراء تحقيق في الخلايا المصابة باستخدام الميكروسكوب الإلكتروني مع ماريا رودزينسكا ووجدوا معًا أن الطفيليات تلتقط قطعًا من سيتوسول المضيف بواسطة نوع من البلعمة، وأن هيموزوين الصباغ يتشكل في فجوات هضمية متخصصة حيث يتم هضم الهيموغلوبين. في وقت لاحق، عمل مع فيليس برادبري إلى جانب بعض، وصفوا البنية الأساسية لطفيلي الملاريا البشري المتصورة المنجلية، وتحديد هياكل «المقبض» على سطح الخلايا المصابة التي تسمح للخلايا المتطفلة بالالتصاق بالأوعية الدموية. ذهب تراجر ورودزينسكا إلى وصف هيكل طفيلي آخر من خلايا الدم الحمراء:
البابسية، حيث اكتشفوا المرحلة الجنسية، ووصفوا العضيات وعملية الغزو. في عام 1964، تمت ترقية تراجر إلى أستاذ ورئيس مختبر علم الطفيليات، وهو المنصب الذي سيشغله لمدة 16 عامًا قادمة.
في السبعينيات من القرن الماضي، قام تراجر وزميله ما بعد الدكتوراه جميس جينسن بالعمل الذي اشتهر به تراجر زراعة المتصورة المنجلية ووجد الباحثون أن بإمكانهم أخذ دم من القرود الليلية المصابة بـ المتصورة المنجلية، وتخفيف الدم في خلايا الدم الحمراء البشرية، ومع إضافة مصل بشري ووسائط RPMI 1640، جعل المتصورة المنجلية تنمو لأسابيع. قام جنسن بتحسين طريقة الاستزراع بشكل كبير من خلال تقديم بيئة غنية بثاني أكسيد الكربون من خلال استخدام وعاء شموع بسيط محكم الهواء، حيث يضيء اللهب ويسمح بحرقه.
عمل تراجر بشكل غير متصل طوال حياته المهنية على الطفيليات الحركية. أظهر أن المرحلة داخل الخلايا الليشمانية الدونوفانية الطفيلية يمكن زراعتها لعدة أيام، وأنشأ نظام زراعة أنسجة ذبابة التسي تسي لتنمية جميع مراحل حياة المثقبية النشيطة. وقد طور أيضًا نظامًا مستنبتًا متواصلاً للطفيلي المصاب بالعدوى الليشمانية القشرية. في عام 1980، انتقل تراجر إلى دور أستاذ فخري في جامعة روكفلر.

## الحياة الشخصية
تزوج تراجر إيدا سوسنو، الذي عرفها منذ المدرسة الثانوية، في عام 1936. ولديهم ثلاثة أطفال: ليزلي، كارولين، وليليان. توفي على الأرجح بسبب نوبة قلبية، في منزله في مانهاتن يوم السبت، 22 يناير 2005.

## الجوائز
حصل تراجر على العديد من الجوائز على مدار حياته. حصل على درجات فخرية من جامعة روتجرز عام 1965 وجامعة روكفلر عام 1987. حصل على جائزة الجمعية الملكية للطب الاستوائي، وميدالية مانسون للنظافة في عام 1986، وجائزة الأمير ماهيدول في تايلاند عام 1994.
وكان تراجر رئيسًا لجمعية أخصائيي الأوليات في الفترة من 1960 إلى 1961، والجمعية الأمريكية لأطباء الطفيليات من 1973 إلى 1974، والجمعية الأمريكية للطب الاستوائي والنظافة من 1978 .ثم انتخب تراجر في عام 1973 للأكاديمية الوطنية للعلوم في الولايات المتحدة الأمريكية.